# Vessantara Jātaka
 (mai 2019).

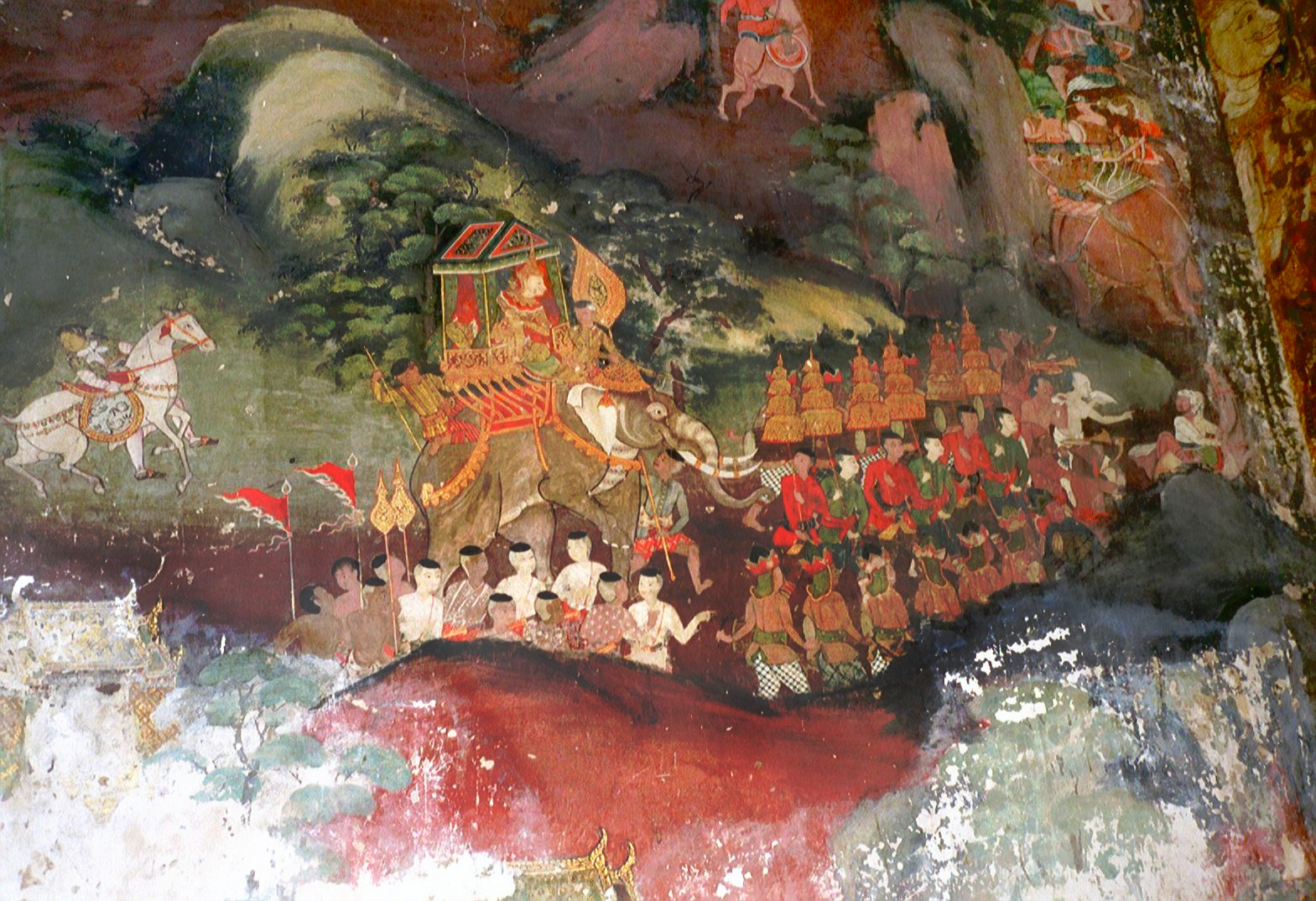
Peinture murale du Vessantara Jataka, XIXe siècle, Wat Suwannaram, district de Thonburi, Bangkok, Thaïlande.

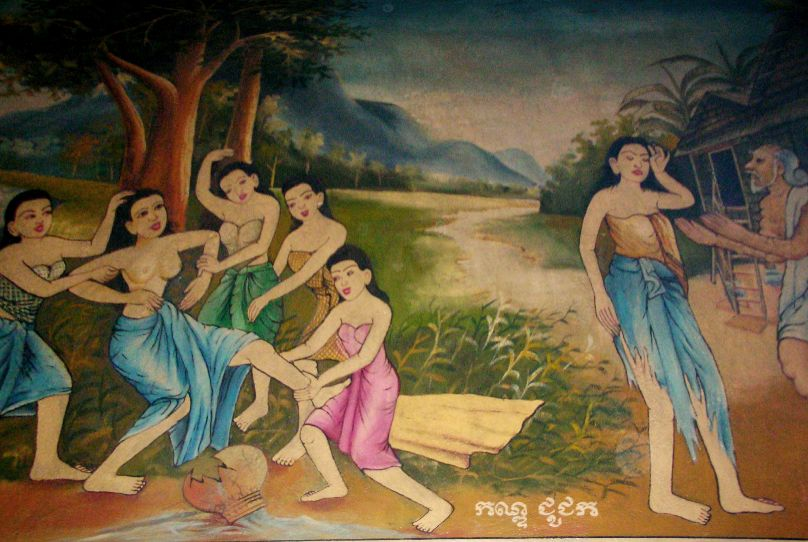
Peinture murale du Vessantara Jataka, Wat Phnom, Phnom Penh, Cambodge. La jeune Amittada est battue par les filles du village; humiliée, elle va se plaindre auprès de son vieux mari.

Le Vessantara Jātaka est l'un des jâtaka (« naissance ») les plus populaires du bouddhisme Theravāda. Il raconte l'ultime naissance de Siddharta Gautama avant qu'il ne devienne bouddha. Durant cette dernière existence alors un prince empli de compassion, du nom de Vessantara, qui abandonna tout, jusqu'à ses enfants, réalisant ainsi la dixième paramita, la vertu du don. Il s'agit donc à la fois du dernier (et du plus long des 547 jâtaka), et de l'ultime histoire du cycle des dix derniers jâtaka rassemblés sous le nom de Mahânipâta, « Grande section ». En Asie, on rencontre différentes narrations de cette histoire, selon les régions.   
La générosité du prince est si absolue que cette histoire a donné lieu à des réflexions éthiques et politiques importantes: jusqu'où un prince doit-il aller? Comment choisir entre don absolu et protection des sujets?  
La récitation et la mise en scène du conte sont au de grands festivals annuels en Thaïlande, au Laos, au Cambodge, en Birmanie ou encore au Sri Lanka.   

## Différentes appellations
Le nom du prince varie selon les langues: Viśvantara en sanskrit, Arthasiddhi  en tibétain, Sudana en chinois, Shudaina-taishi en japonais,, Wessandorn en thaï.  

## Histoire
Vessantara est le fils de Sañjaya, roi du Royaume de Shivi (en) (ou Sivirattha), et de Phusati. Grâce aux grands mérites (punya) que cette dernière avait accumulés, elle avait séjourné au ciel des Trente-Trois, où elle était l’épouse du dieu Indra. Au moment de renaître sur terre, elle demanda à devenir la mère du bodhisattva qui, dans sa prochaine vie, atteindrait l'illumination sous le nom de Siddhartha Gautama et deviendrait bouddha. Ce qui lui fut accordé.

### Enfance
Dans cette nouvelle existence, elle va donc épouser le roi Sañjaya, et elle donne bientôt naissance à un enfant du nom de Vessantara — qui n’est autre que le bodhisattva qui allait plus tard être le Bouddha. Vessantara naît immaculé, les yeux grands ouverts, et il demande immédiatement à sa mère de l'argent à distribuer aux pauvres. En même temps que lui, un éléphant magique vient au monde: il a le pouvoir de déclencher la pluie, et protégera ainsi le pays de la sécheresse. En grandissant, le désir de faire preuve de générosité ne quitte pas le prince, qui fait de très nombreux cadeaux
À l’âge de seize ans, Vessantara épouse la princesse Maddî, avec qui il a deux enfants : le prince Jâli et la princesse Kanhajinâ. Un jour, arrive une délégation du royaume voisin de Kalinga, qui lui demande de leur faire don de l’éléphant, pour mettre fin à la terrible sécheresse qui frappe leur pays. Vessantara leur donne alors l’éléphant avec tout son riche équipement. Ce geste révolte la population du royaume, qui exige et finit par obtenir le bannissement du prince.

### Exil
Maddî décide d’accompagner son époux en exil avec leurs deux enfants. Avant son départ, Vessantara fait le « don des 700 » : il distribue 700 exemplaires de chaque chose qu’il possède (éléphants, chevaux, etc.). Puis la famille se met en route sur un char. Mais voilà qu’en chemin des brahmanes demandent qu’on leur donne les chevaux qui tirent le véhicule. Vessantara s’exécute, et les dieux lui offrent alors des antilopes. Arrive cependant un autre brahmane qui demande le char lui-même. Vessantara accède à nouveau à la demande, et la famille poursuit sa route à pied, mais et les dieux raccourcissent le chemin pour que la famille arrive à destination en un jour.
Ils s’installent bientôt dans deux ermitages, dans les montagnes de Vankagiri. L’un est pour Vessantara, l’autre pour sa femme et ses enfants.

### Le don absolu
La vie de la famille s’organise, mais voici qu'un arrive un brahmane du nom de Jûjaka. L’homme est vieux, glouton et avide, et Amittapana, sa jeune femme, jalouse de Maddî, a exigé de lui qu’il aille demander à Vessantara de lui donner ses deux enfants comme esclaves. Celui-ci avait vu cela dans un rêve prémonitoire, et il avait envoyé Maddî dans la forêt afin qu’elle n’assiste pas à cette scène. Toujours soucieux de pratiquer le don, Vessantara accède à la demande du brahmane, et il va jusqu’à fixer la somme que les enfants devront verser au brahmane pour être affranchis  : « Il y eut alors un phénomène effroyable, à donner la chair de poule : lors du don des petits, la terre trembla. » Mais les enfants s'enfuient et se cachent, mais Vessantara les retrouve et leur demande de lui permettre d'accomplir la Perfection du don. Jûjaka s'en va avec eux.

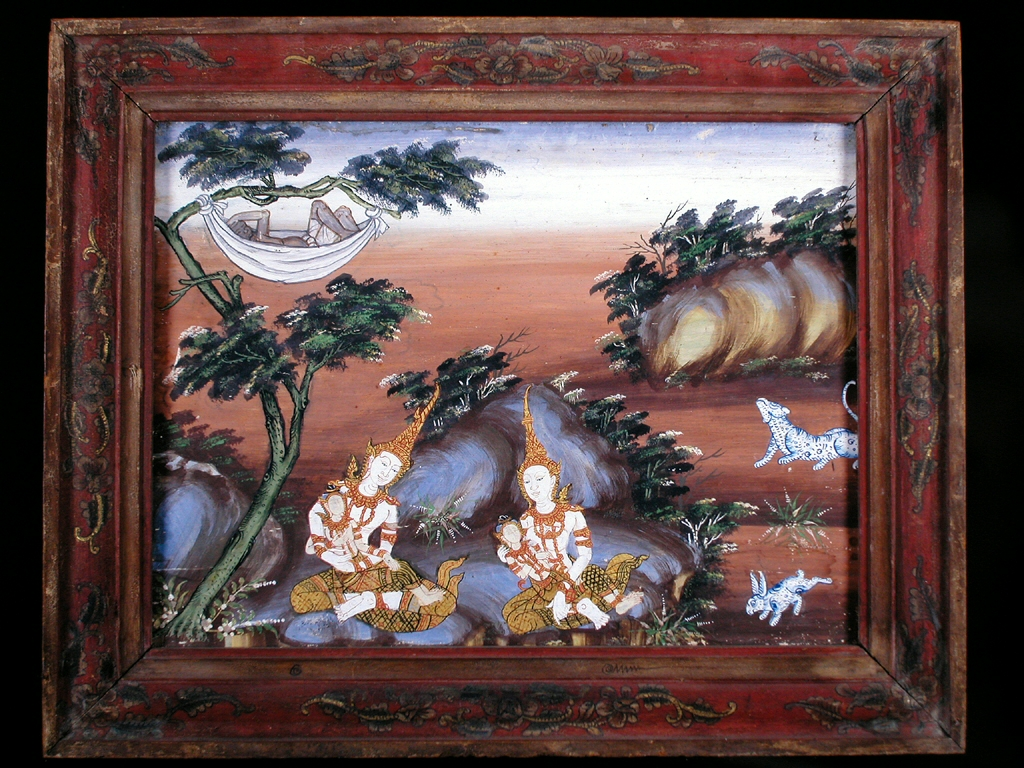
Les dieux prennent soin des enfants pendant que Jûjaka dort. Thaïlande, peinture du XIXe siècle. Baltimore, Walters Art Museum.

Vessandara se rend alors compte de l’énormité de son geste, sans pour autant faire quoi que ce soit pour remédier à la situation. Gagné par le chagrin, il se reprend en se disant que sa douleur provient de son affection pour ses enfants et qu’il lui faut surmonter cet attachement en pratiquant l’indifférence : « Par le pouvoir que lui donnait sa connaissance, il arracha cette épine du chagrin et s’assit dans sa posture ordinaire [de méditation]. » Loin de répondre à Maddî quand elle rentre et demande où sont passés les enfants, Vessantara lui reproche son absence et va jusqu’à la soupçonner d’infidélité. Puis il lui dit simplement que donner ses enfants est le don par excellence. Bientôt Maddî accepte son explication sans se plaindre.

### Nouveau don et dénouement
C’est alors qu’Indra se fait passer pour un brahmane et vient demander à Vessantara la main de son épouse. À nouveau, celui-ci accepte, et la terre tremble une nouvelle fois. Mais Indra, impressionné par cette générosité, rend Maddî à son mari et lui accorde de faire huit vœux. Vessantara demande, entre autres, à rentrer chez lui et à devenir roi. De retour au palais, il apprend que son père, le roi Sañjaya a retrouvé les enfants et les a rachetés au brahmane qui, par la suite, est mort d’indigestion, punition de sa goinfrerie. De plus, l’éléphant a été rendu par les gens de Kalinga. La famille est ainsi à nouveau réunie, et le peuple accueille triomphalement son jeune roi. L'histoire se termine donc sur une note d'harmonie — familial, social et politique.
À sa mort, Vessantara renaît en tant que dieu dans le ciel de Tusita, où il attend de se réincarner sous la forme de Siddharta Gautama et de devenir bouddha.

### Réincarnation des personnages
Une fois le récit terminé, le Bouddha identifie les personnages du Jâtaka: Sañjaya et Phusati deviendront son père et sa mère; Maddi sera son épouse, et Jali leur fils Rahula; Kanhajinâ est devenue Upalavannâ, une de ses principales disciples; et Jûjaka deviendra Devadatta. Quant au Bouddha, il était Vessantara.

## Festivals et arts

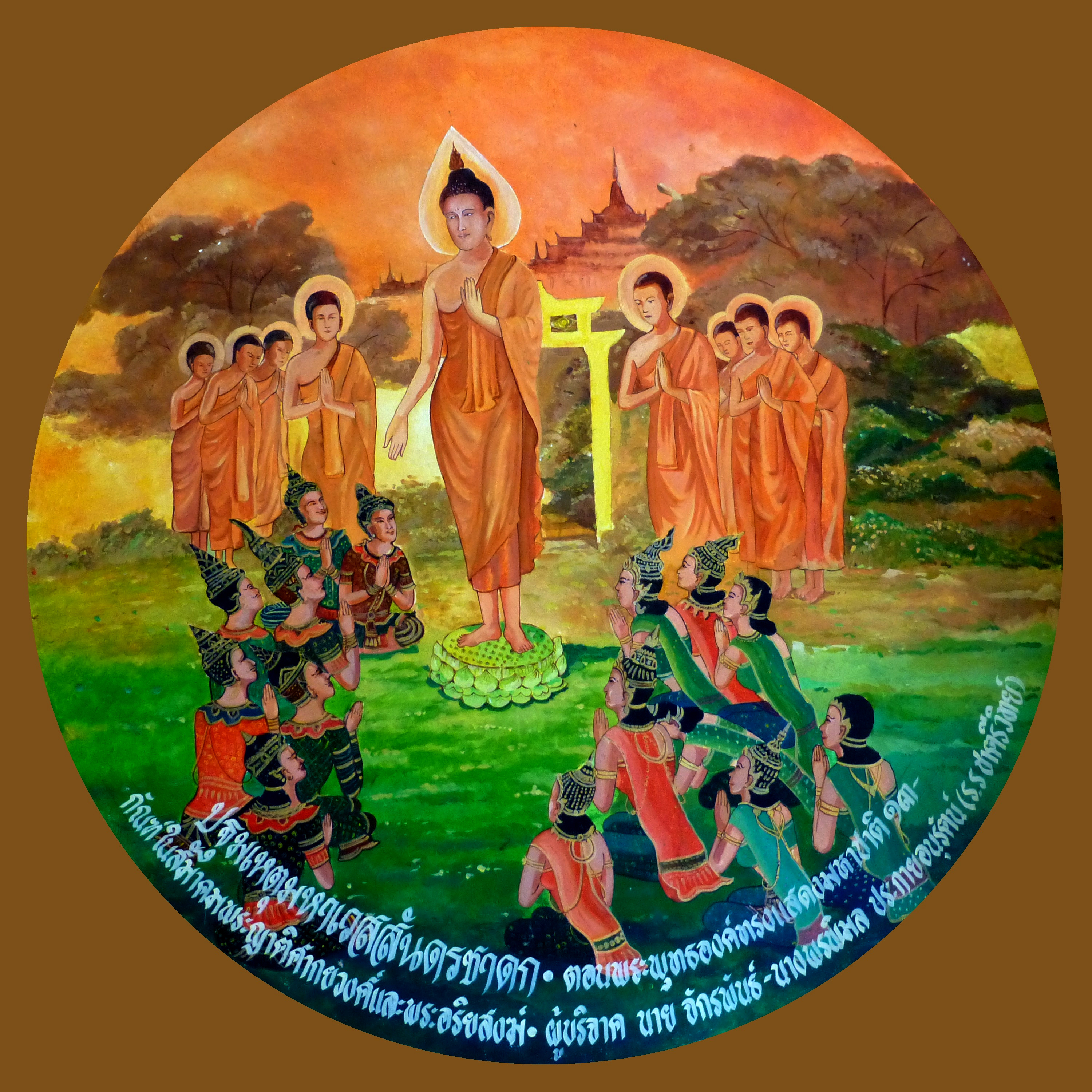
Le Bouddha prêche le Vessantara Jataka au Sangha et à sa famille. Temple Chedi Traiphop Traimongkhon, Hat Yai, Thaïlande.

Le Vessantara Jâtaka est célébré dans de nombreux villages, villes et temples d'Asie du Sud-Est, en Thaïlande, au Laos, au Cambodge, en Birmanie et au Sri Lanka. 
En Thaïlande, chaque année se tient un festival connu sous le nom de Thet Mahachat, (« Festival de la Grande Naissance »; sanskrit Maha Jati). Il est très populaire dans les communautés rurales et urbaines, souvent avec des spectacles de danse et de théâtre, ainsi que des défilés et processions festifs à travers les villes. Pendant cette fête, les moines récitente l'ensemble des chapitres du Vessantara Jataka, les prenant comme thèmes de sermon. Cette récitation s'accompagne de différents rituels et spectacles.  
Un autre festival très important est le Bun Phra Wet en Isan, souvent appelé aussi Bun Pracham Pii (« Festival Annuel »). Il a lieu en général durant le quatrième mois lunaire (mars - début avril), mais il peut se prolonger jusqu'à la fin mai voire au début juin, et rassemble quelque 8000 villages Thaï-Lao de l'Isan et environ 2000 villages lao. 
En raison de son rôle central dans les célébrations du Thet Mahachat ou du Bun Phra Wet, le Vessantara Jataka occupe une partie importante du folklore traditionnel en Thaïlande, ainsi que dans les autres pays de l'Asie du Sud-Est. Certaines scènes, notamment celles mettant en scène Jûjaka, le vieux brahmane, et sa jeune épouse Amittada, sont très suivies par le public. S'il a perdu son importance traditionnelle dans certains domaines, il a gagné en popularité dans d'autres.[précision nécessaire]
Des scènes du Vessantara Jataka sont gravées sur des peintures murales à Angkor Vat. On les trouve aussi souvent représentés sur les murs des temples bouddhistes en Asie du Sud-Est. Cette histoire est également représentée dans des motifs anciens sur du tissu de soie ikat. 

## Rôle de légitimation de la royauté en Thaïlande
Au cours des sept derniers siècles en Thaïlande, le Vessantara Jātaka a joué un rôle important dans la légitimation de la royauté en Thaïlande, par le biais du festival Great Birth. La création de mérite et les paramita ont été fortement mis en valeur dans ce festival, à travers l'histoire de la générosité du prince Vessantara.  
Initialement, le festival était un moyen important pour la dynastie Chakri de se légitimer, car Vessantara était le prince modèle qui devient roi par la puissance de ses mérites et de son sacrifice. Cependant, durant la période de réforme de Rama IV (règne 1851-1868), alors que le bouddhisme thaïlandais se modernisait, le festival fut rejeté le roi estimant qu'il ne reflétait pas le vrai bouddhisme. La popularité du festival a grandement diminué depuis. Néanmoins, la monarchie et le gouvernement thaïlandais ont toujours eu recours au mérite pour consolider leur position et créer l'unité de la société jusqu'à la fin du XXe siècle au moins. 

### Traductions

#### En français
- Le livre de Vesandâr, le roi charitable - D'après la leçon cambodgienne  (trad. Adhémard Leclère), Paris, Ernest Leroux, 1902, 108 p. (lire en ligne)
- Le « Vessantara Jataka », ou l'avant dernière incarnation du Bouddha Gotama. Une épopée bouddhique  (trad. du pali, présentation et traduction de Jean-Pierre Osier), Paris, Éditions du Cerf, 2010, 240 p. (ISBN 978-2-204-08982-1).
- Les Dix Grandes Vies antérieures du Bouddha (d'après la version du « Thotsachat » du moine Mahâ Kim Hongladarom)  (trad. et adapté du thaï par Wanee Pooput et Annick D'Hont, préf. de Nalini Balbir), Paris, L'Asiathèque, 2018, 731 p. (ISBN 978-2-36057-126-0, présentation en ligne), p. 571-691 ("Wessandorn, le bodhisattva du don").
- Cinq cents contes et apologues, extraits du Tripitaka chinois  (trad. en français par Édouard Chavannes), vol. III, Paris, Adrien Maisonneuve, 1962 (1re éd. 1910-1911-1934) (lire en ligne), p. 428-427 ("Le sûtra du prince héritier Sudâna [Siu-ta-na]", conte n° 500)
- Vessantara Jãtaka,  (texte sogdien édité, traduit et commenté par Émile Benveniste), Paris, Geuthner, 1946, 147 p. (présentation en ligne)

#### En anglais
- (en) The perfect generosity of Prince Vessantara : a buddhist epic  (transl. from the Pali and illustrated by unpublished paintings from Sinhalese temples: Margaret Cone and Richard F. Gombrich), Oxford, Clarendon Press, 1977, XLVII, 111 (ISBN 0-198-26530-1)
- (en) The Ten Great Birth Stories of the Buddha: The Mahanipata of the Jatakatthavanonoana  (trad. du pali et introduction par Naomi Appleton et Sarah Shaw), vol. I+II, Chiang Mai (TH), Silkworm Books, 2015, xxvi, 663 (ISBN 978-6-162-15113-2 et 6-162-15113-1)

### Dictionnaire
- (en) Robert E. Buswell Jr. et Donald S. Lopez Jr., The Princeton Dictionary of Buddhism, Princeton, Princeton University Press, 2014, xxxii, 1265 p (ISBN 978-0-691-15786-3), p. 964-965.

### Études
- (en) Stevens Collins (Ed.), Readings of the Vessantara Jâtaka, New York, Columbia University Press, 2016, 232 p. (ISBN 978-0-231-16039-1).
- (en) Hubert Durt, « The Offering of the Children of Prince Viśvantara  / Sudana in the Chinese Tradition », Journal of the International College for Postgraduate Buddhist Studies,‎ février 1999, p. 147-182 (lire en ligne, consulté le 25 mars 2021)
- Bernard Faure, Les mille et une vies du Bouddha, Paris, Fayard, 2018, 432 p. (ISBN 978-2-021-17591-2), p. 179-192.
- (en) Richard Gombrich, « The Vessantara Jātaka, the Rāmāyaṇa and the Dasaratha Jātaka », Journal of the American Oriental Society, vol. 105 « Indological Studies Dedicated to Daniel H. H. Ingalls », no 3,‎ jul. - sep., 1985, p. 427-437 (lire en ligne, consulté le 25 mars 2021)
- Louis Gabaude, « Controverses modernes autour du Vessantara-Jâtka », Cahiers de l'Asie du Sud-Est, vol. 29-30, no 1,‎ 1991, p. 51-73 (lire en ligne, consulté le 25 mars 2021)
- Siegfried Lienhard, « La légende du prince Viśvantara dans la tradition népalaise », Arts Asiatiques, vol. 34,‎ 1978, p. 139-156 (lire en ligne, consulté le 25 mars 2021)